# Atheta nigritula
Atheta nigritula är en skalbaggsart som först beskrevs av Johann Ludwig Christian Gravenhorst 1802.  Atheta nigritula ingår i släktet Atheta och familjen kortvingar. Arten är reproducerande i Sverige. Inga underarter finns listade i Catalogue of Life.